# Flakfortet
Flakfortet är en dansk havsfästning belägen på den konstgjorda ön Saltholmen (inte att förväxla med Saltholm) i Öresund mellan Köpenhamn och Malmö. Öns namn används sällan i vardagligt tal utan både ön och fästningen brukar gå under namnet Flakfortet.
Fortet byggdes mellan år 1910 och 1915 som en del av Köpenhamns befästningsverk. Fram till 2001 ägdes ön av danska staten genom försvarsministeriet, som dock inte hade använt den aktivt sedan 1968. På grund av detta annonserades fortet ut av danska finansministeriet, som har i uppgift att sälja statliga egendomar som inte används av staten längre. I juni 2001 såldes ön till det svenska företaget Malmökranen.